# Nadrensee

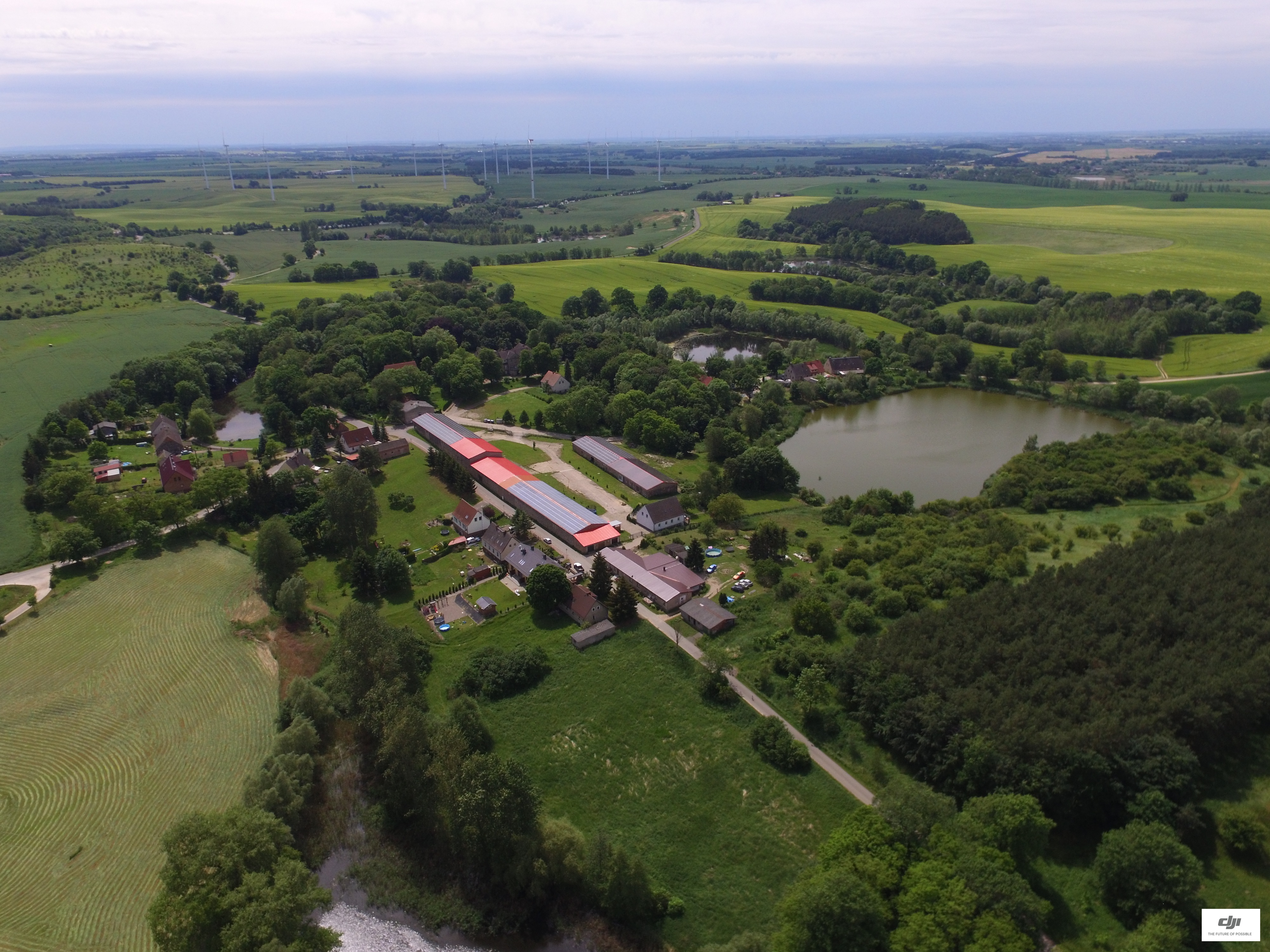
Luftbild Pomellen

Nadrensee ist eine Gemeinde im Landkreis Vorpommern-Greifswald im Land Mecklenburg-Vorpommern im Nordosten Deutschlands. Verwaltet wird sie vom Amt Löcknitz-Penkun mit Sitz in der Gemeinde Löcknitz.

## Lage
Die Gemeinde zwischen drei Seen auf einer Hochfläche zwischen Oder und Randow liegt im äußersten Südosten Mecklenburg-Vorpommerns. Sie grenzt im Osten an Polen und im Süden an das Land Brandenburg. Am Ostrand der Gemeinde liegt auf 14° 24' ö. L. der östlichste Punkt Mecklenburg-Vorpommerns.
Umgeben wird Nadrensee von den Nachbargemeinden Grambow im Norden, Barnisław im Nordosten, Kołbaskowo im Osten, Mescherin und Tantow im Süden, Penkun im Südwesten sowie Krackow im Westen und Nordwesten.

### Ortsteile
- Nadrensee
- Pomellen

### Wohnplätze
- Neuenfeld
- Hohenhof
- Forsthaus

## Geschichte
Nadrensee wurde 1257 erstmals urkundlich erwähnt. Der Name leitet sich vom plattdeutschen na dreen Seen ab. Einige Hufen gehörten zum Zisterzienserkloster Walkenriede in Damitzow. Die Mönche verkauften diesen Besitz später an ein Jungfrauenkloster in Stettin, wo die Ländereien bis zur Reformation blieben.

### Eingemeindungen
Pomellen wurde zum 15. Oktober 1950 als Ortsteil nach Nadrensee eingemeindet.

### Einwohnerentwicklung
| Jahr | Nadrensee | Neuenfeld | Pomellen | Quelle |
| ---- | --------- | --------- | -------- | ------ |
| 1900 | 308       | 32        | 161      | [ 3 ]  |
| 1925 | 437       |           | 223      | [ 4 ]  |
| 1933 | 402       |           | 255      | [ 4 ]  |
| 1939 | 415       |           | 254      | [ 4 ]  |
| 1990 | 505       |           | ---      | [ 5 ]  |
| 1995 | 468       |           | ---      | [ 5 ]  |
| 2000 | 427       |           | ---      | [ 5 ]  |
| 2005 | 341       |           | ---      | [ 5 ]  |
| 2010 | 363       |           | ---      | [ 5 ]  |
| 2015 | 377       |           | ---      | [ 6 ]  |
| 2020 | 330       |           | ---      | [ 7 ]  |

Nach dem Zensus 2011 hat die Gemeinde einen Ausländeranteil von 28 Prozent, von denen alle die polnische Staatsangehörigkeit besitzen.

## Politik

### Bürgermeister
- ca. 1988 bis 2014 Dirk Zimmermann
- seit 2014 Dorina Voß

### Dienstsiegel
Die Gemeinde verfügt über kein amtlich genehmigtes Hoheitszeichen, weder Wappen noch Flagge. Als Dienstsiegel wird das kleine Landessiegel mit dem Wappenbild des Landesteils Vorpommern geführt. Es zeigt einen aufgerichteten Greifen mit aufgeworfenem Schweif und der Umschrift „GEMEINDE NADRENSEE * LANDKREIS VORPOMMERN-GREIFSWALD“.

## Sehenswürdigkeiten

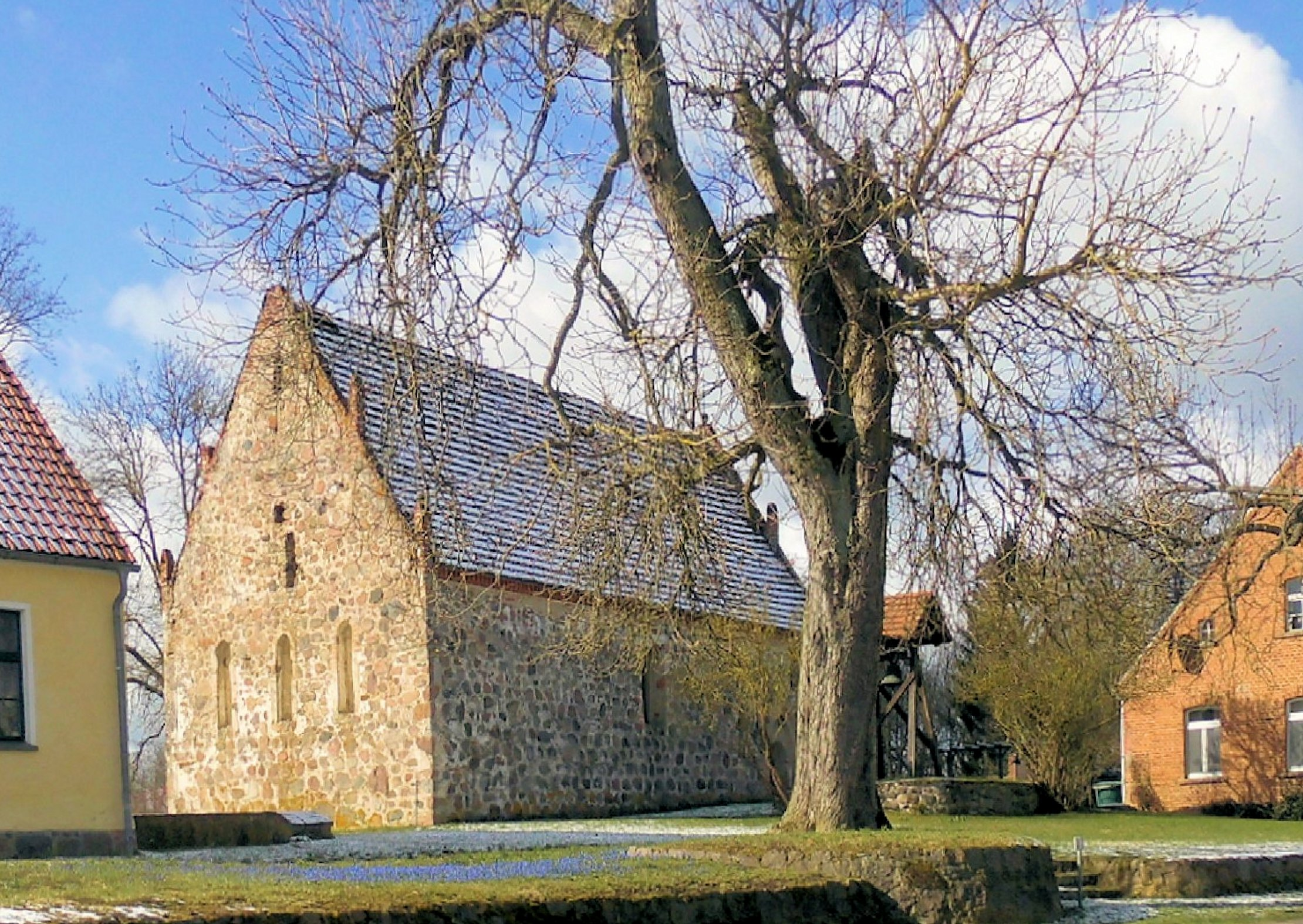
Dorfkirche

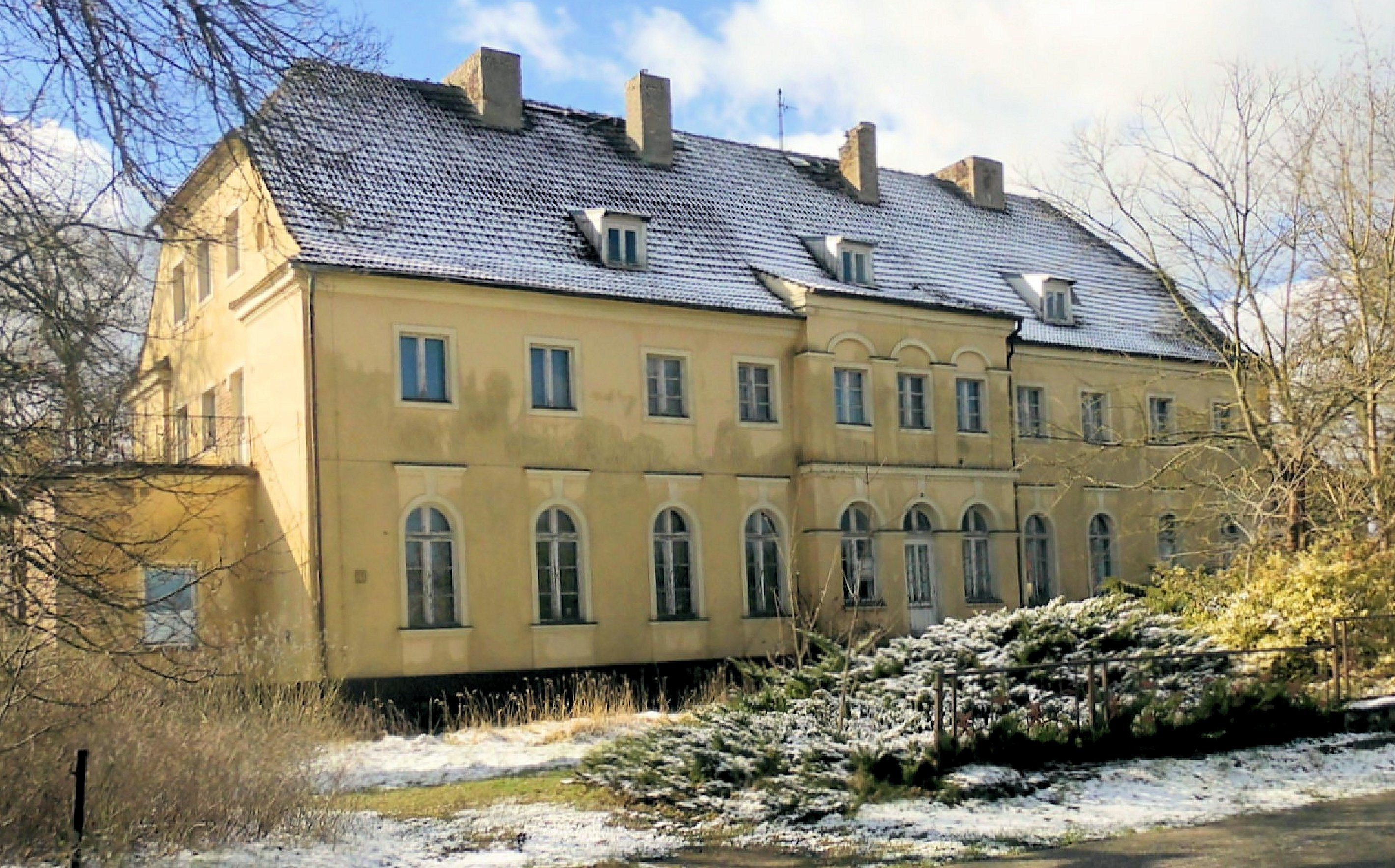
Gutshaus

- Gut mit Park Nadrensee
- Siedlung Kiebitzberg Nadrensee
- Burgwall Pomellen
- Gut Pomellen
- Kindertagesstätte Nadrensee

## Infrastruktur
Das Gebiet um Nadrensee wird von der Landwirtschaft bestimmt. In Pomellen sind Zoll, Bundespolizei sowie Bundesverwaltungsamt ansässig.
In Pomellen befindet sich der Autobahngrenzübergang der A 11 nach Polen. Die nächste Bahnstation, der Bahnhof Tantow, liegt sieben Kilometer entfernt im brandenburgischen Tantow. Der Bahnhof Rosow, etwa drei Kilometer von Nadrensee entfernt, war von 1896 bis 1980 in Betrieb. Für dessen Bau hatte sich seinerzeit nicht zuletzt der Nadrenseer Gutsbesitzer eingesetzt. Vom Bahnhof führte eine Anschlussbahn zu einer Kiesgrube bei Nadrensee.